# Ulvsjön, Härjedalen
Ulvsjön är en sjö i Härjedalens kommun i Härjedalen och ingår i Ljusnans huvudavrinningsområde. Sjön har en area på 0,0813 kvadratkilometer och ligger 349,2 meter över havet.

## Delavrinningsområde
Ulvsjön ingår i det delavrinningsområde (688242-143421) som SMHI kallar för Ovan VDRID = Rengan i Ljusnans vattendragsyta. Medelhöjden är 362 meter över havet och ytan är 20,16 kvadratkilometer. Räknas de 770 avrinningsområdena uppströms in blir den ackumulerade arean 8 952,81 kvadratkilometer. Avrinningsområdets utflöde Ljusnan mynnar i havet. Avrinningsområdet består mestadels av skog (64 procent) och sankmarker (17 procent). Avrinningsområdet har 1,35 kvadratkilometer vattenytor vilket ger det en sjöprocent på 6,7 procent.